# کیم هه سو
کیم هه سو (کره‌ای: 김혜수؛ زادهٔ ۵ سپتامبر ۱۹۷۰) بازیگر اهل کره جنوبی است. وی از سال ۱۹۸۶ میلادی تاکنون مشغول فعالیت بوده‌است. از فیلم‌ها یا مجموعه‌های تلویزیونی که وی در آن نقش داشته‌است می‌توان به کفش‌های قرمز، سیگنال، کفتار، عدالت برای نوجوانان و زیر چتر ملکه اشاره کرد.